# April 2017
Dit artikel geeft een chronologisch overzicht van de belangrijkste gebeurtenissen per dag van de maand april in het jaar 2017.

## Gebeurtenissen

### 1 april
- In de Colombiaanse stad Mocoa eisen modderstromen meer dan 250 mensenlevens, onder wie tientallen kinderen. In het getroffen gebied is een gebrek aan elektriciteit en schoon drinkwater.

### 3 april
- In een metro in het centrum van de Russische stad Sint-Petersburg ontploft een bom. Er vallen veertien doden en tientallen gewonden.

### 4 april
- Bij een aanval met gifgas op de Syrische stad Khan Sheikhoun vallen minstens 100 doden en 400 gewonden.
- Het nieuwe 50 eurobiljet wordt in gebruik genomen.
- James Kwesi Appiah keert terug als bondscoach van de nationale voetbalploeg van Ghana. Hij tekent een tweejarig contract bij de nationale voetbalbond van zijn vaderland.
- De Joodse Française Sarah Halimi wordt in haar appartement in de Parijse wijk Belleville gedood door haar buurman en uit het raam gegooid. De moord veroorzaakte veel opschudding vanwege het antisemitische karakter.

### 7 april
- Het Amerikaanse leger vuurt 59 Tomahawk-kruisraketten af op al-Shayrat, een militair vliegveld in de Syrische provincie Homs, als vergelding voor de gifgasaanval van 4 april.
- Eurogroepvoorzitter Jeroen Dijsselbloem maakt bekend dat er na anderhalf jaar van onderhandelen een politiek akkoord is bereikt over voortzetting van het steunprogramma aan Griekenland.
- In Drottninggatan, een winkelstraat in de Zweedse hoofdstad Stockholm, rijdt een vrachtwagen in op mensen in een winkelcentrum in Stockholm.

### 8 april
- De Amerikaanse president Donald Trump geeft aan dat hij het supervliegdekschip USS Carl Vinson naar het Koreaans Schiereiland stuurt om daar toezicht te houden. Aanleiding is het actieve (kern-)wapenprogramma van Noord-Korea dat volgens de Amerikanen versterkte aanwezigheid in de regio vereist.[1]

### 9 april
- In Egypte worden op twee koptische kerken bomaanslagen gepleegd, met bij elkaar ongeveer 50 doden tot gevolg. De aanslagen worden opgeëist door IS. (Lees verder)
- De Keniase langeafstandsloper Marius Kimutai is met 2:06.04 de snelste in de 37e editie van de marathon van Rotterdam. Bij de vrouwen zegeviert de Ethiopische Meskerem Assefa in een tijd van 2:24.18.
- Tunesië ontslaat bondscoach Henryk Kasperczak. De Tunesische bond was al in gesprek met de zeventigjarige Poolse coach over ontbinding van het contract, ook al gaat het Noord-Afrikaanse land aan de leiding in de kwalificatiegroep voor het WK voetbal 2018 in Rusland.

### 10 april
- Nederland zet in de eerste maanden van 2017 in totaal 23 Somalische piraten het land uit. Dat maakt de Dienst Terugkeer en Vertrek van het ministerie van Veiligheid en Justitie bekend.

### 11 april
- Terwijl de spelersbus van Borussia Dortmund op weg is naar de kwartfinale van de Champions League, gaan er langs de weg drie explosieven af. Speler Marc Bartra raakt gewond.
- Faouzi Chaouchi moet een halfjaar de gevangenis in. De voormalig voetbalinternational van Algerije zou op 7 februari bij het stadion in Algiers voor de wedstrijd tussen MC Alger en NA Hussein Dey bij een controle een agent hebben beledigd.

### 12 april
- Nederland krijgt twee panda's te leen van China. Een teken van vriendschap tussen de twee landen.

### 13 april
- Amerikaanse vliegtuigen gooien een MOAB op een ondergronds tunnelcomplex van IS in Nangarhar. Het is de eerste keer ooit dat dit type bom wordt ingezet.
- In Leeuwarden wordt het muzikale paasevenement The Passion opgevoerd.
- De Spaanse voetbaltrainer Lucas Alcaraz ondertekent een contract als bondscoach van Algerije.

### 16 april
- In Turkije wordt een volksraadpleging gehouden over 18 voorgestelde wijzigingen in de Turkse grondwet. Een krappe meerderheid van de bevolking (51%) stemt in met de door president Erdoğan gewenste grondwetswijziging.

### 17 april
- Op de Middellandse Zee zijn het afgelopen weekend zo'n 8.500 vluchtelingen gered die vanuit Libië de oversteek probeerden te maken naar Italië. Zeven migranten zijn naar alle waarschijnlijkheid verdronken.

### 20 april
- Op de Avenue des Champs-Élysées in Parijs schiet een man met een AK-47 een agent dood, waarna hij zelf eveneens wordt doodgeschoten. Volgens president François Hollande wijst alles op een terroristische aanslag. IS eist de aanslag op. (Lees verder)
- In Rusland worden activiteiten van de Jehova's getuigen verboden.

### 21 april
- Judoka Sanne van Dijke verovert in Warschau de Europese titel in de klasse tot 70 kilogram. De 21-jarige Brabantse is in de finale de 19-jarige Duitse Giovanna Scoccimarro de baas.

### 22 april
- In meer dan 600 steden wereldwijd wordt de March for Science gehouden.[2] Wetenschappers demonstreren tegen het opzij zetten van wetenschappelijk vaststaande feiten (zoals de klimaatverandering) door politici.

### 23 april
- De liberaal Emmanuel Macron en Front National-leider Marine Le Pen gaan door naar de tweede ronde van de Franse presidentsverkiezingen.[3]

### 25 april
- Bij een busongeluk in Kenia vallen zeker 24 doden.[4]

### 27 april
- Venezuela stapt uit de Organisatie van Amerikaanse Staten.[5]

### 28 april
- In Macedonië wordt het parlement bestormd door aanhangers van de nationalistische partij van Nikola Gruevski. Er vallen 100 gewonden waaronder Zoran Zaev, wiens Sociaal-Democratische partij samen met de etnisch Albanese partijen vlak daarvoor, tot woede van de nationalisten, de Albanees Talat Xhaferi hadden verkozen als kamervoorzitter.[6]

### 29 april
- Op Curaçao wint de PAR van Eugene Rhuggenaath de verkiezingen. De MFK van Gerrit Schotte, die reeds eerder voor corruptie was veroordeeld, wordt derde.[7]
- De Turkse regering blokkeert de toegang tot de site van de Turkstalige Wikipedia.[8]
- De regering Erdogan verbiedt datingprogramma's op tv.[9]

### 30 april
- De Goethe-Universiteit in Frankfurt krijgt als eerste Duitse universiteit een speciale leerstoel holocauststudie, in de persoon van historica Sybille Steinbacher.[10]
- 36 jezidi's die door terreurgroep IS werden vastgehouden komen vrij in Irak.[11]
- De regering Erdogan ontslaat opnieuw een groot aantal Turkse ambtenaren omdat ze banden zouden hebben met de Gülen-beweging.[12]

## Overleden
← · januari · februari · maart · april · mei · juni · juli · augustus · september · oktober · november · december ·  →